# Hotbrott
Hotbrott är en kategori brott som består av att en person otillbörligt försöker påverka någon annan med hot om våld, hot om brottslig gärning, eller hot om annan åtgärd som skulle medföra skada, lidande eller olägenhet. Syftet kan vara att få den hotade att företa sig något eller att underlåta sig att företa sig något, eller att undergräva känslan av trygghet. Alla hot är inte brottsliga.
Otillbörliga hot kan ske verbalt eller genom handling, t.ex. genom att visa fram vapen eller att i vissa sammanhang visa en bild med hotfullt budskap. Verbala hot kan vara mer eller mindre explicita, och mer eller mindre subtila. För att dömas vara brottsligt behöver inte hotet vara uttryckligt eller tydligt, om budskapet är otvetydigt i sammanhanget. Det är emellertid i praktiken ibland osäkert var gränsen för hot går. Vissa hot kan ta sig uttryck i olaga förföljelse eller ofredande, som i dessa fall handlar om att frånta personen känslan av integritet och autonomi och ingjuta känsla av vanmakt. Som regel handlar dock hotbrotten om fysiskt eller kompulsivt tvång, att med hot om viss handling eller åtgärd tvinga den hotade att göra som personen eftersträvar.
Hot gäller ofta hot om våld eller död, hot om förtal, och hot om förstörelse eller tillgrepp av egendom eller förmögenhet. Hotet kan gälla den som personen försöker påverka eller t.ex. en anhörig. Tillbörliga hot och påtryckningar är däremot hot om åtal (som inte används vid otillbörlig påverkan, utpressning etc) och hot om strejk med flera handlingar när vare sig hotets eftersträvade målsättning eller det personen hotar med är olagligt.
Till hotbrotten förs utpressning som innebär att någon genom hot förmår någon att begå en handling som skadar dennes ekonomiska intressen. Hot kan också ingå i brott mot persons frihet och frid samt förgripelse mot persons kropp, så exempelvis vid våldtäkt, rån (till skillnad mot stöld), övergrepp i rättssak. och brott mot medborgerlig frihet. I dessa brott kan hotet ingå som ett modus operandi, till skillnad från brottsrubriceringen olaga hot som fokuserar hotet i sig.